# Тетраарсенид магния
Тетраарсенид магния — бинарное неорганическое соединение
магния и мышьяка с формулой MgAs4,
чёрные кристаллы,
не растворяется в воде.

## Получение
- Нагревание стехиометрических количеств чистых веществ в вакууме:

{\displaystyle {\mathsf {Mg+4As\ {\xrightarrow {700^{o}C}}\ MgAs_{4}}}}
с последующим растворением продуктов реакции в уксусной кислоте (растворяется Mg3As2).

## Физические свойства
Тетраарсенид магния образует чёрные кристаллы
тетрагональной сингонии,
пространственная группа P 41212,
параметры ячейки a = 0,5385 нм, c = 1,5798 нм.